# Malženice
Malženice jsou obec na Slovensku v okrese Trnava, v blízkosti Jaslovských Bohunic. Má přibližně 1 600 obyvatel.
V obci je římskokatolický románský kostel Panny Marie Nanebevzaté ze 13. století. Postavil ho Řád německých rytířů a původně šlo o dvouvěžovou stavbu. Obě věže však byly v 17. století zbourány a nahradila je nová v ose kostela. Paroplynová elektrárna Malženice byla postavena v letech 2008 až 2010, do provozu byla uvedena počátkem roku 2011.

## Rodáci
- František Xaver Ábel, slovenský filozof a pedagog
- Alexander Alagovič, člen slovenského učeného tovaryšstva, záhřebský biskup
- Ladislav Alagovič, náboženský spisovatel
- Štefan Kocian, pseudonym Števo Blavan, básník a překladatel